# Widescreen
Widescreen, letteralmente traducibile in italiano come schermo largo, è la locuzione che si usa, principalmente nel campo dell'home video, per indicare che un formato video occupa orizzontalmente tutto lo schermo. In particolare, negli apparecchi televisivi in formato 16:9, il widescreen si ha quando l'immagine occupa tutto lo schermo e quindi possiede un rapporto d'aspetto 1,78:1.

## Esempi diwidescreen
Nei casi in cui le emittenti televisive per effettuare una trasmissione widescreen non inseriscano delle bande nere (matte) sopra e sotto l'immagine, si tratterà di trasmissione 16:9 nativa che può essere visualizzata correttamente in widescreen dagli schermi 16:9, mentre quelli 4:3 potranno riprodurre il formato inserendo le bande nere (formato letterbox) e diminuendo l'altezza della risoluzione visiva per mantenere la proporzione della lunghezza originale oppure tagliando l'immagine, senza effettuare zoom ma riducendo al formato in 4:3 e perdendo le informazioni visive delle zone periferiche laterali.
Nei casi in cui le emittenti televisive per effettuare una trasmissione widescreen inseriscano delle bande nere (matte) sopra e sotto l'immagine, il televisore 16:9 potrà ingrandire (zoom) l'immagine a schermo pieno, ma questa pur essendo visualizzata in widescreen, conterrà meno linee e punti di una trasmissione nativa, risultando di risoluzione visiva, per cui di qualità percettiva, inferiore; il televisore 4:3 potrà tagliare ed ingrandire (pan & scan) la parte centrale della schermata 16:9, permettendo di mantenere l'altezza di visualizzazione a schermo pieno eliminando le bande nere, a scapito delle zone laterali che verranno sacrificate, con un effetto finale che riduce sensibilmente l'area percettiva ed abbassa la risoluzione rispetto alla trasmissione nativa, peggiorando la qualità dell'immagine.